# 別動隊

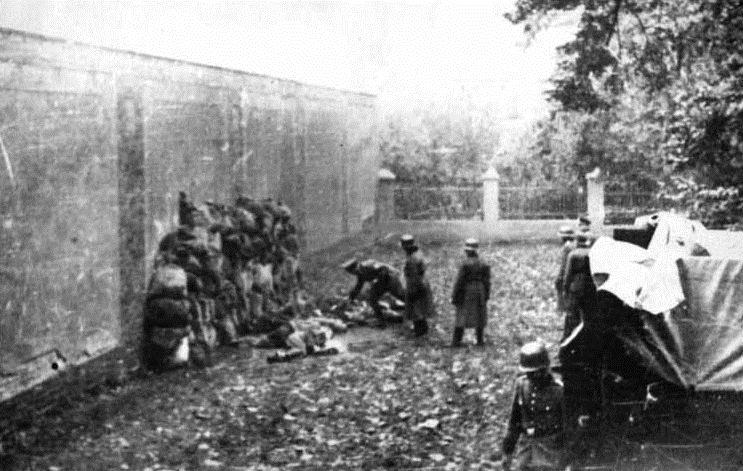
1939處決猶太人的别动队。

別動隊（德語：Einsatzgruppen，Einsatz是投入或出動兵力的意思，gruppen解释为分队），全稱特別行動隊，又名突击队。是纳粹德国占领区党卫队中的豁免兵组成的部队。豁免兵也叫「突击队员」，所以别动队也叫突击队。他们的任务是大规模执行抓捕、屠杀、搜索的部队。与骷髅总队一样，别动队也是泛称，因为每个地区的普通党卫队或武装党卫队都有豁免兵。早期，別動隊的任務為在納粹歐洲抓捕並殺害猶太人，尤其在蘇聯境內留下許多大量屠殺的影像。
别动队不是战斗部队。他们只对付手无寸铁的平民，并且公开大规模行动，这是与盖世太保有区别的地方。